# Susan Faludi

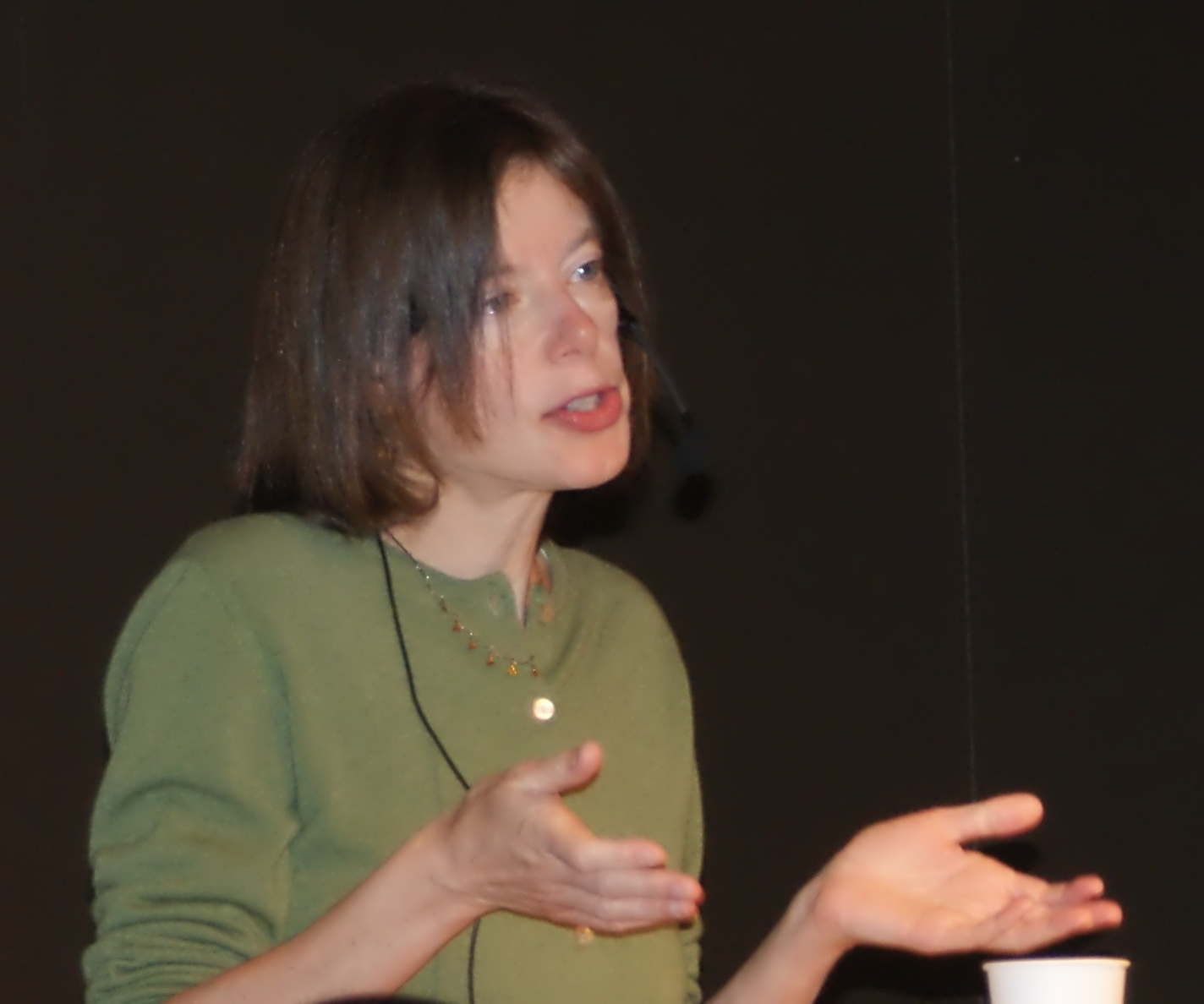

Susan Charlotte Faludi (Queens (New York), 18 april 1959) is een Amerikaanse journalist en feminist. Faludi won in 1991 de Pulitzerprijs voor een rapportage over de buy-out van Safeway Stores.
Tijdens haar studie aan de Harvard-universiteit schreef Faludi vaak over vrouwenzaken en seksuele pesterijen in de Harvard Crimson. Ze studeerde in 1981 summa cum laude af en ging aan de slag als journalist. Faludi schreef onder andere voor The New York Times, Miami Herald, Atlanta Journal Constitution, San Jose Mercury News en The Wall Street Journal. In de tachtiger jaren schreef Faludi regelmatig artikelen over de feministische beweging en de weerstand tegen het feministische gedachtegoed.
Haar boek The Backlash: The Undeclared War Against American Women (1991) wordt vaak - samen met Naomi Wolfs De zoete leugen, of De mythe van de schoonheid - gezien als een belangrijke inspiratiebron voor de derde feministische golf. In Backlash betoogt Faludi dat in de tachtiger jaren de vrouwenemancipatie achteruitging door de verspreiding van negatieve stereotypen tegen carrière-bewuste vrouwen. Ze bevestigde dat velen die van mening zijn dat "a woman's place is in the home, looking after the kids" hypocrieten zijn, omdat zij (of hun vrouwen) precies zijn zoals de vrouwen die zij bekritiseren. Dit werk won de National Book Critics Circle Award voor algemene non-fictie in 1991.
In Stiffed analyseert Faludi de Amerikaanse man. Ze betoogt dat, terwijl veel van degenen in machtsposities mannen zijn, de meeste mannen weinig macht hebben.